# 김성준 (권투 선수)
김성준(金性俊, Sung-Jun Kim, 1953년 6월 3일 ~ 1989년 2월 3일)은 대한민국의 전 권투 선수이다. 전 세계복싱평의회(WBC) 라이트플라이급 챔피언.

## 생애
경남 부산시(현 부산광역시) 출신. 1971년 12월 28일 프로 데뷔. 1978년 9월 30일 WBC 챔피언. 3차 방어 성공. 1982년 7월 11일 경기를 마지막으로 은퇴. 통산 전적 48전 28승(13KO)14패6무.
소매치기를 하다가 서울지방검찰청 검사 김진세에 의해 검거된 이후에 권투 선수가 되었다. 김진세 검사가 김성준의 후원회장을 맡기도 했다.

## 같이 보기
- 한국의 권투 선수 목록